# Convent jurídic

Províncies i convents a la Hispània romana

Convent jurídic (en llatí Conventus iuridici) va ser una subdivisió administrativa romana.
El convent (conventus) romà era pròpiament el lloc on es feia una assemblea que es reunia per un propòsit determinat. Però quan els romans van començar a dominar països, la paraula es va aplicar a les reunions dels provincials en determinats llocs establerts pel pretor o propretor o pel procònsol amb la finalitat d'administrar justícia, segons diu Ciceró. Així cada província era dividida en diversos districtes que també s'anomenaven convents jurídics o fòrums o jurisdictiones.
Els ciutadans romans que vivien a província estaven sota jurisdicció del governador romà, al que havien de sotmetre les transaccions i negocis que es realitzaven al seu conventus. Les ciutats amb dret italià tenien els seus propis magistrats, però sempre es podia apel·lar al procònsol. La resta de la població rebia justícia a la ciutat seu del convent. En determinats dies de l'any fixats pel procònsol, el poble es reunia en un conventus, a la capital del districte. Quan es reunia un convent s'anomenava conventus agere, peragere, forum agere. En aquestes reunions, les parts en litigi presentaven les seves reclamacions al procònsol, que designava els jutges, normalment entre els ciutadans romans residents a la província. Generalment el governador presidia les sessions del convent i promulgava les sentències segons les indicacions dels jutges que en aquest cas feien d'assessors (consilium o consiliarii). El procònsol havia de fer tot el procediment oficial en llatí, però sovint es necessitava la presència d'un intèrpret. Rarament es feia un convent si abans no s'havien resolt els afers militars de la província i, per tant, es celebraven quan els soldats es retiraven als seus quarters d'hivern. Durant l'Imperi Romà algunes ciutats van ser designades com a seus permanents dels jutjats i, per tant, van substituir als convents. Llavors la paraula conventus es va aplicar a les reunions de determinats grups de romans que formaven una corporació i representaven al poble romà en el seu districte o ciutat. D'aquestes corporacions, generalment els procònsols en prenien els seus ajudants.